# Шарно-сюр-Эн
Шарно́-сюр-Эн (фр. Charnoz-sur-Ain) — коммуна во Франции, находится в регионе Рона — Альпы. Департамент — Эн. Входит в состав кантона Мексимьё. Округ коммуны — Бурк-ан-Брес.
Код INSEE коммуны — 01088.

## География
Коммуна расположена приблизительно в 400 км к юго-востоку от Парижа, в 32 км северо-восточнее Лиона, в 37 км к югу от Бурк-ан-Бреса.

## Климат
Климат полуконтинентальный с холодной зимой и тёплым летом. Дожди бывают нечасто, в основном летом.
На востоке коммуны протекает река Эн.

## Население
Население коммуны на 2010 год составляло 911 человек.
| 1962 | 1968 | 1975 | 1982 | 1990 | 1999 | 2010 |
| ---- | ---- | ---- | ---- | ---- | ---- | ---- |
| 103  | 141  | 155  | 267  | 416  | 808  | 911  |

## Администрация
| Период | Период | Фамилия         | Партия | Примечания |
| ------ | ------ | --------------- | ------ | ---------- |
| 1995   | 2001   | Пьер Рамель     |        |            |
| 2001   | 2020   | Жан-Луи Гийадер |        |            |

## Экономика
В 2010 году среди 608 человек трудоспособного возраста (15—64 лет) 483 были экономически активными, 125 — неактивными (показатель активности — 79,4 %, в 1999 году было 79,1 %). Из 483 активных жителей работали 469 человек (245 мужчин и 224 женщины), безработных было 14 (7 мужчин и 7 женщин). Среди 125 неактивных 62 человека были учениками или студентами, 30 — пенсионерами, 33 были неактивными по другим причинам.

## Достопримечательности
- Церковь Успения (XII век). Исторический памятник с 1925 года.[4]

## Фотогалерея

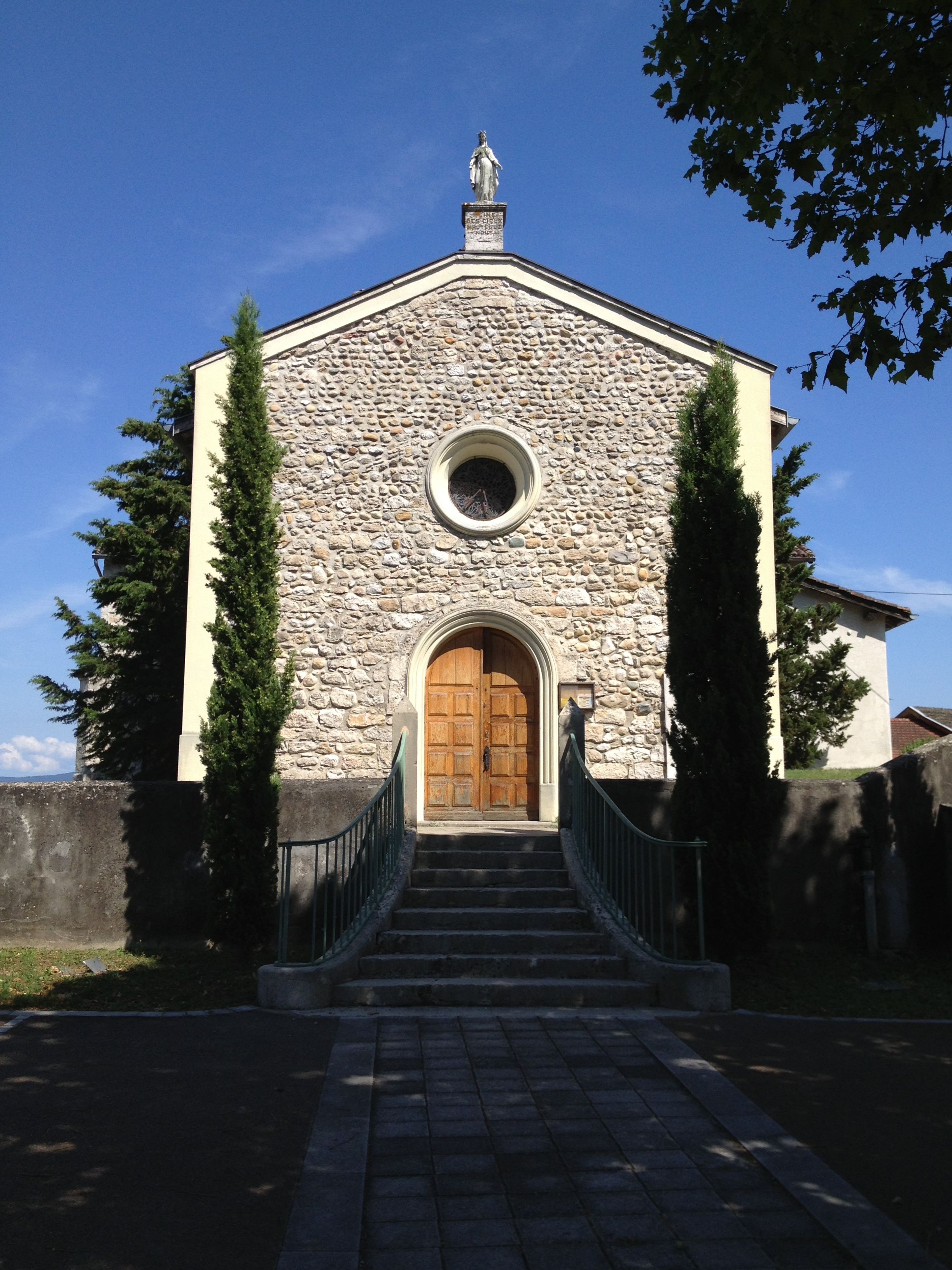
Церковь Успения
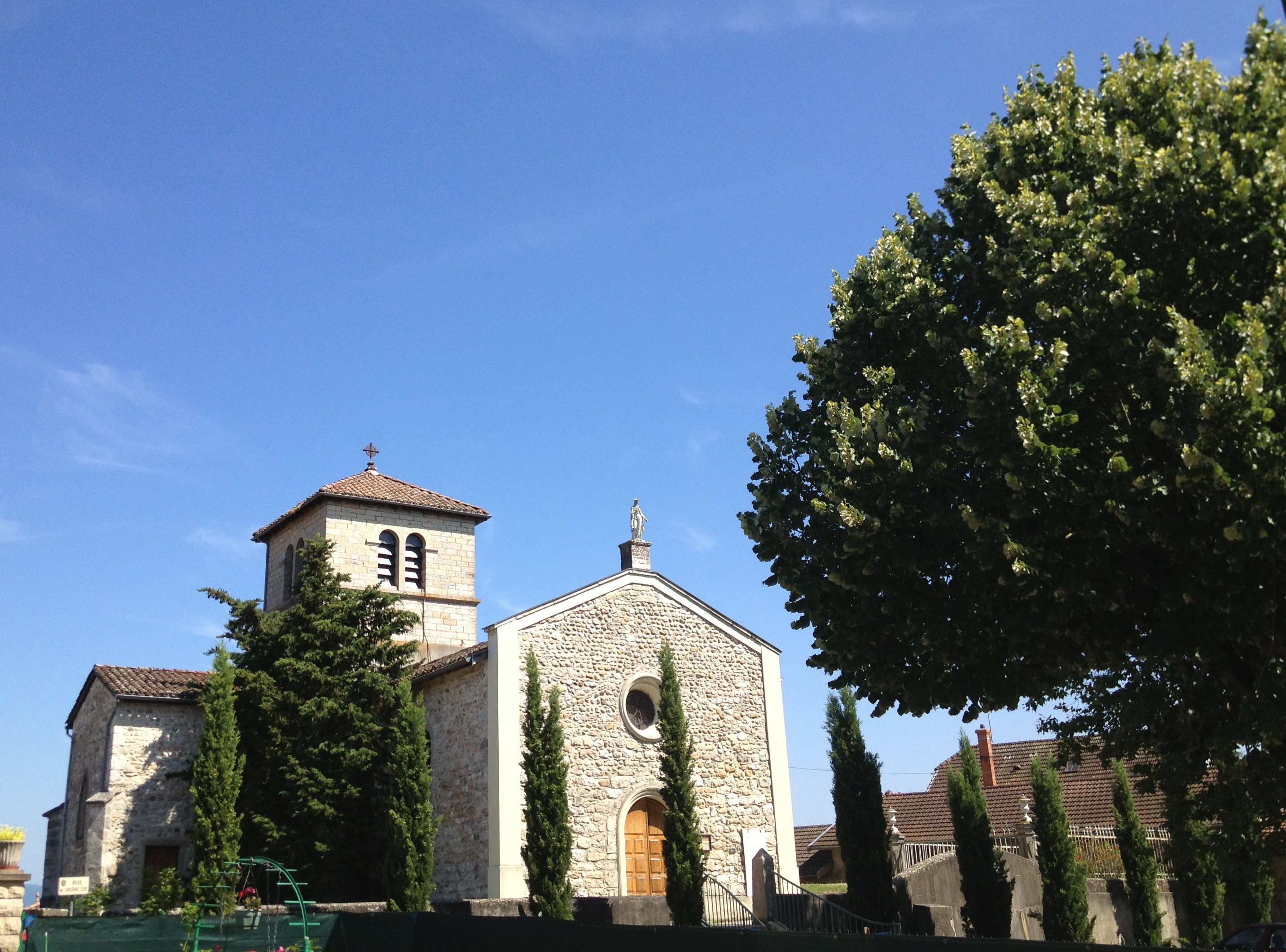
Церковь Успения
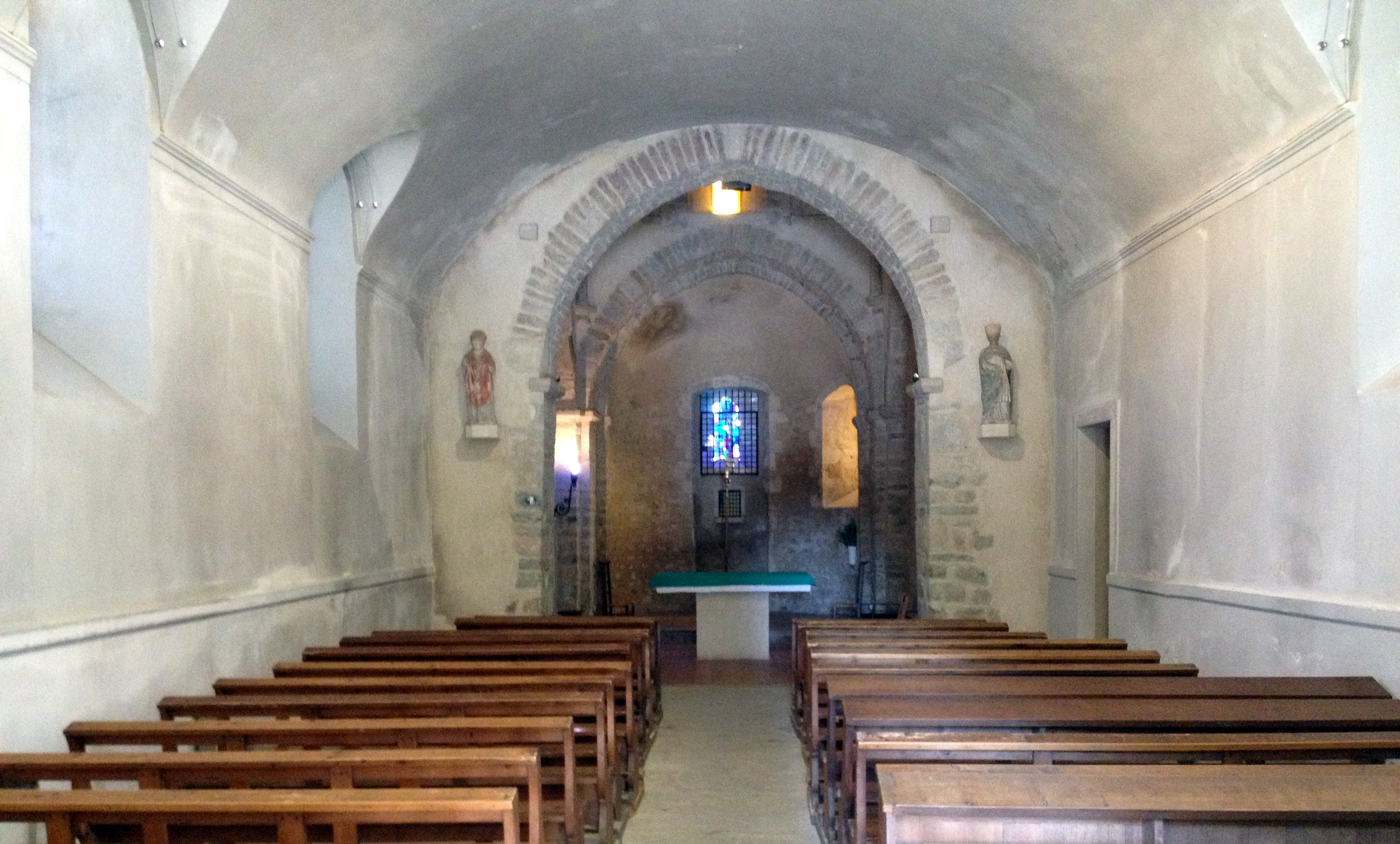
Интерьер церкви Успения
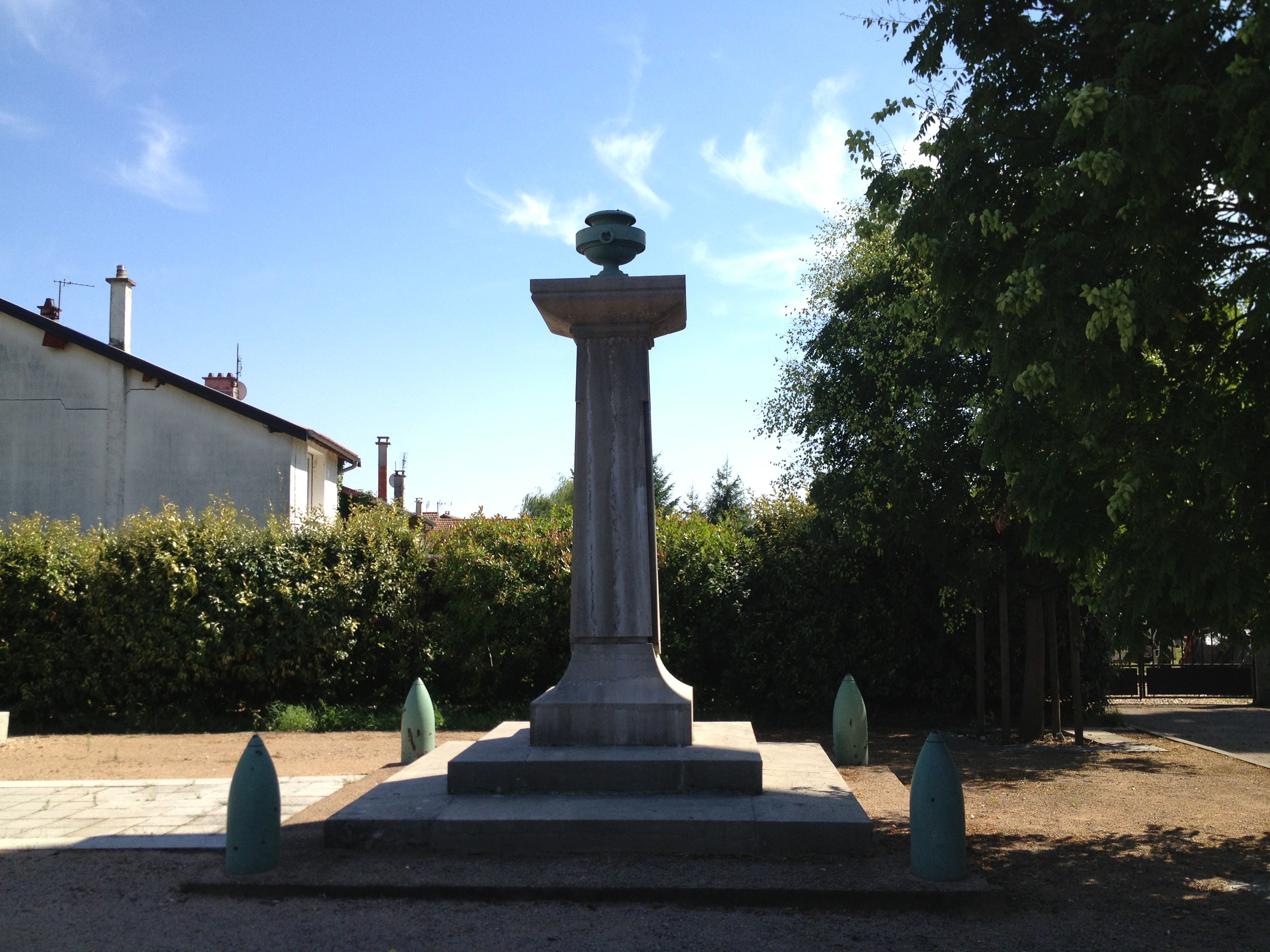
Военный мемориал